# FK Jedinstvo Gornje Stopanje
FK Jedinstvo je fudbalski klub iz Gornjeg Stopanja blizu Leskovca. Trenutno se takmiči u Zoni Jug , četvrtom takmičarskom nivou srpskog fudbala. Klub je osnovan 9. oktobra 1976. godine. Navijači ovog fudbalskog kluba su takozvani "Blue Army".